# Colleverde
Colleverde è una frazione del comune sparso di Guidonia Montecelio, della città metropolitana di Roma Capitale, nel Lazio.

## Storia
L'abitato odierno si è sviluppato a partire dagli anni cinquanta. Susseguente è lo sviluppo di Colleverde 2, di Vena d'Oro e di Parco Azzurro, zone residenziali attigue sviluppatesi a partire dagli anni ottanta, composte da villette a schiera e singole, talvolta con grandi giardini e ad architettura simil chalet svizzero. Il nome della frazione deriva dal nome del cocuzzoletto ov'è sito il centro abitato. In epoca romana i dintorni erano abitati, come attesta un ipogeo in località Parco Azzurro (zona residenziale sita sempre su via Nomentana, 100 metri prima di Colleverde) forse riconducibile ad un sobborgo di Nomentum o Crustumerium. L'ipogeo è costituito da 2 piani seminterrati, in cui, nel 1° vi era una sottospecie di magazzino, nel 2° vi si trovavano delle tombe.
Il sito archeologico è situato a non molta distanza da Via Nomentana (tra il Km. 15 ed il Km. 16). Per le visite bisogna chiedere al custode di Parco Azzurro. Sull'altro lato della Nomentana (facente parte del comune di Roma, poiché tale via provinciale ivi fa da linea divisoria fra i due comuni) vi sono Le Case Nuove, occupato inizialmente da monaci, poi da varie famiglie nobili, ma ora abitato sotto forma di uso civile. L'aspetto esterno è romanico rurale; uno dei portali d'ingresso ha un piccolo frontone triangolare, il portone a destra è ad arco a sesto ribassato e fu dapprima possesso del Monastero di San Paolo fuori le Mura. Dal 1528 fu del Monastero delle 3 fontane, quindi dei Bolis, poi dei Moroni ed ora dei Bona.

## Monumenti e luoghi d'interesse
- Case Nuove;
- Ipogeo di via Nomentana;
- Chiesa di San Remigio in stile 2ª metà del '900, sita in Piazza Colleverde. All'interno vi sono vari dipinti di artisti locali.
- Nel 1995 Vincenzo Silvano Casulli scoprì l'asteroide 7665 Putignano, chiamato così in onore del paese dello scopritore.
- Belvedere su Colleverde 2.